# Ludwig Hussak

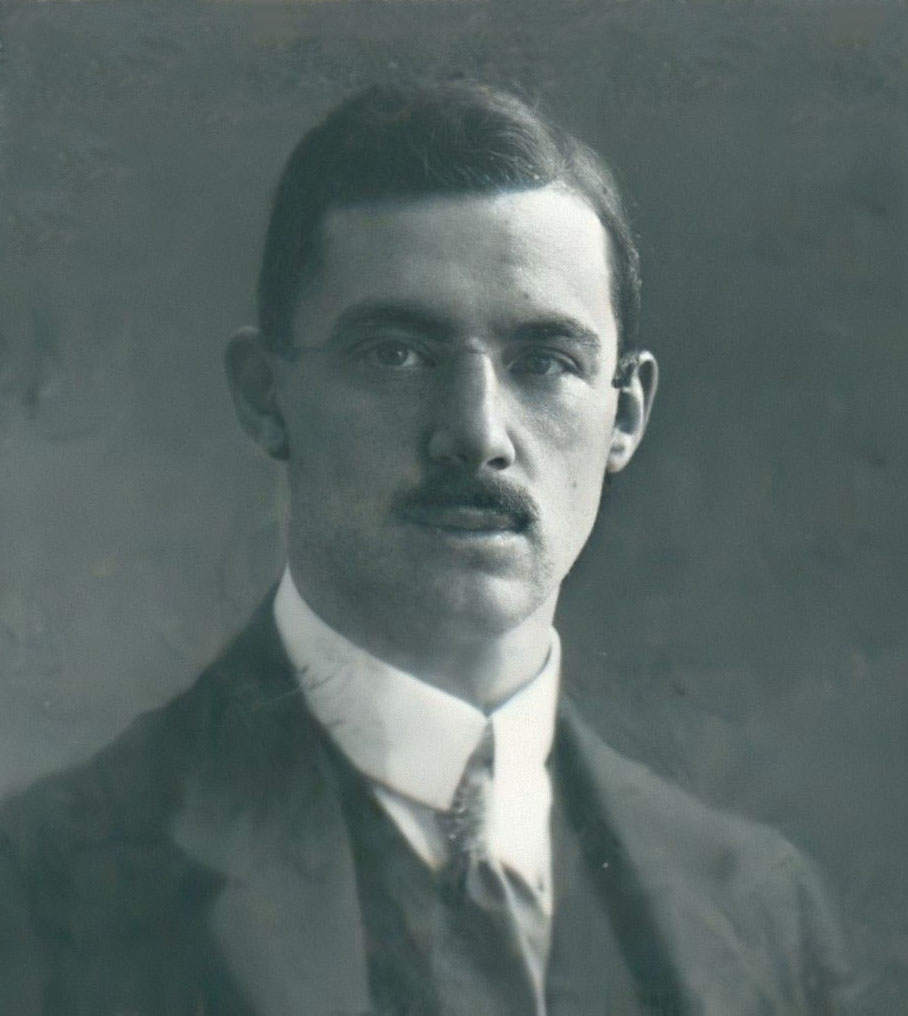
Ludwig Hussak (1912)

Ludwig „Luigi“ Hussak (* 31. Juli 1883; † 5. Juli 1965) war ein österreichischer Fußballspieler. Der schnelle und schussgewaltige Flügelstürmer nahm unter anderem mit der österreichischen Fußballnationalmannschaft an den Olympischen Spielen 1912 teil und schoss das erste Tor in der Geschichte der Wiener Austria.

## Karriere
Ludwig Hussak begann seine Fußballkarriere bei den Cricketern, wo er bald zu einem der stärksten Stürmer des Vereins avancierte. Bereits am 7. April 1904 wurde er in die Verbandsmannschaft für das Spiel gegen die englische Amateurmannschaft Corinthians berufen, am 9. April 1905 spielte er schließlich erstmals für die Nationalmannschaft gegen Ungarn. Am 29. Oktober 1910 schloss sich Ludwig Hussak zahlreicher seiner Spielkollegen bei den Cricketern an und gründete auf Grund von Streitigkeiten mit dem alten Verein mit ihnen den Wiener Amateur-Sportverein – der heutigen Austria Wien. Ludwig Hussak war zum Kapitän der Amateure ernannt, schoss zudem sogleich das erste Tor für den neuen Verein im Spiel gegen die Rudolfsheimer Sportvereinigung (1:1). In der Meisterschaft blieb der von Hussak angeführte Verein allerdings noch chancenlos. Der Stürmer begleitete dennoch die Nationalmannschaft zu den Olympischen Spielen noch Stockholm 1912, wo er mit dem Team den 6. Platz erreichte und auch ein Tor beim 5:1-Sieg über Italien dazu betrug. Die Karriere des ersten Austria-Kapitäns endete abrupt mit dem Ausbruch des Ersten Weltkrieges. Ludwig Hussak geriet bereits in den allerersten Kriegstagen in russische Kriegsgefangenschaft, von der er erst wieder im August 1920 aus Sibirien zurückkehrte.
Hussak war auch Verbandskapitän beim Wiener Fußballverband. Ab der Generalversammlung um den 6. März 1955 übte er nur noch das Amt eines Verbandstrainers aus. Er wurde bei der genannten Versammlung durch den WFV mit der Goldenen Ehrennadel ausgezeichnet. Er wurde am Wiener Zentralfriedhof bestattet.
Für den Österreichischen Fußball-Bund erstellte er den Leitfaden für Übungsleiter. Ein Ratgeber für die Gestaltung des Fußballtrainings, ein rund 120 Seiten umfassendes Werk für Fußballtrainer, das im Jahr 1952 erschien.

## Ehrungen
Ludwig Hussak wurde zum 10-jährigen Jubiläum der Amateure zum Ehrenkapitän ernannt – eine Ehrung, die erst wieder 40 Jahre später Walter Nausch zuteilwurde. Die Stadt Wien ehrte den Stürmer zudem mit der Vergebung des Sportehrenzeichens am 15. Februar 1954 an „einen der prominentesten und populärsten Fußballer der Frühzeit dieses Sports in Wien“. 1959 wurde ihm das Goldene Verdienstzeichen der Republik Österreich verliehen.

## Stationen
- Vienna Cricket and Football-Club (1901–1911)
- Wiener Amateur SV (1911–1914)

## Erfolge
- Teilnahme Olympische Sommerspiele 1912: 6. Platz
- 14 Länderspiele und 5 Tore für die österreichische Nationalmannschaft von 1905 bis 1912.

## Privates
Hussaks Tochter Elfi machte sich einen Namen als Eiskunstläuferin, unter anderem als sie 1941 von der Karl-Schäfer-Eisrevue engagiert wurde.

## Werke (Auswahl)
- 1952: Leitfaden für Übungsleiter. Ein Ratgeber für die Gestaltung des Fußballtrainings